# Église Saint-Clément-de-Rome de Torjok
Pour les articles homonymes, voir Église Saint-Clément.
L'église Saint-Clément-de-Rome de Torjok est une église orthodoxe classique construite en pierre, située dans la ville de Torjok, dans l'oblast de Tver, en Russie européenne. L'édifice est classé dans la liste de l'héritage patrimonial de la Russie d'importance fédérale depuis 1995.

## Géographie
L'église est située dans la ville de Torjok, dans l'oblast de Tver. Elle se trouve au no 12 de la rue Lounatcharski de Torjok.

## Histoire
La première église sur le site date de 1685. En 1835, un nouvel édifice dans le style classique a été construite.
Depuis 1999, elle appartient au monastère des Saints-Boris-et-Gleb de Torjok.

## Patrimonialité
L'édifice est classé dans la liste de l'héritage patrimonial de la Russie d'importance fédérale sous le no 691410183860006.